# فرودگاه هرایزن (ال پاسو)
فرودگاه هرایزن (ال پاسو) (به انگلیسی: Horizon Airport (El Paso, Texas)) یک فرودگاه همگانی بهره‌برداری هوایی است که یک باند فرود آسفالت و خاک دارد و طول باند آن ۲۰۹۹ متر است. این فرودگاه در شهر ال پاسو کشور ایالات متحده آمریکا قرار دارد و در ارتفاع ۱۲۲۱ متری از سطح دریا واقع شده‌است.